# Nina Zjoeskova
Nina Zjoeskova (Kaltsjik (Marioepolski rajon), 3 mei 1952) is een Sovjet-Oekraïens atlete.

## Biografie
Zjoeskova won tijdens de Olympische Zomerspelen 1980 in eigen land de gouden medaille op de 4x400 meter, Zjoeskova liep de derde ronde.

## Titels
- Olympisch kampioen 4 x 400 m - 1980

## Persoonlijke records
| Onderdeel | Prestatie | Plaats | Jaar            |
| --------- | --------- | ------ | --------------- |
| 400 m     | 50,17     | Moskou | 28 juli 1980    |
| 4x400 m   | 3.20,2 s  | Moskou | 1 augustus 1980 |

## Palmares

### 400 m
- 1973: Series EKI - 56,32
- 1980: 5e OS - 50,17

### 4 x 100 m
- 1980:  OS - 3.20,2

1972: Käsling, Kühne, Seidler, Zehrt ·
1976: Maletzki, Rohde, Streidt, Brehmer ·
1980: Prorotsjenko, Gojsjtsjik, Zjoeskova, Nazarova ·
1984: Leatherwood, Howard, Brisco-Hooks, Cheeseborough ·
1988: Ledovskaja, Nazarova, Pinigina, Bryzgina ·
1992: Roezina, Dzjigalova, Nazarova, Bryzgina ·
1996: Stevens, Malone, Graham, Miles ·
2000: Miles Clark, Hennagan, Colander, Anderson ·
2004: Trotter, Henderson, Richards, Hennagan ·
2008: Wineberg, Felix, Henderson, Richards ·
2012: Trotter, Felix, McCorory, Richards-Ross ·
2016: Okolo, Hastings, Francis, Felix ·
2020: McLaughlin, Felix, Muhammad, Mu ·
2024: Little, McLaughlin-Levrone, Thomas, Holmes
- World Athletics: 14356326